# Marble (樂團)
marble（マーブル），日本雙人音樂團體。成立於1999年，由micco和菊池達也兩人組成。
micco和菊池達也是音樂學院的同學。1999年，他們組成「The Student's」樂團，並且和華納音樂簽約，不過大多都工作都是為其它歌手或者樂團作曲，自己本身演出的機會很少。2003年，他們將樂團改名為「marble」；2005年，兩人脫離樂團，但是仍然經常以二人組的形式演出。
2007年，他們在Lantis麾下獲得成功，開始備受矚目，並且在2008年發行他們第一張音樂專輯。他們的歌曲大多是電視動畫的主題曲。
marble的音樂風格多為柔和、沉靜、爽快，帶有哀愁感卻使人感到寬慰。他們主要使用的樂器就是木吉他，一般很少使用過多復雜的樂器編曲。

## 成員
- micco（2月8日生日）
  - 主唱、作詞、作曲；偶爾會編曲

- 菊池達也（10月13日生日）
  - 吉他手，作曲、編曲、演奏

## 作品

### 單曲
|     | 單曲名       | 发售日         | 商品序号  | 备注                              |
| --- | ------------ | -------------- | --------- | --------------------------------- |
| 1st |              | 2007年2月21日  | LACM-4347 | 電視動畫《向陽素描》片尾曲        |
| 2nd | 空中迷路     | 2007年7月25日  | LACM-4390 | 電視動畫《花鈴的魔法戒》片尾曲    |
| 3rd | 青空loop     | 2007年10月24日 | LACM-4423 | 電視動畫《君吻 pure rouge》片頭曲 |
| 4th |              | 2008年8月6日   | LACM-4512 | 電視動畫《向陽素描×365》片尾曲    |
| 5th | 初戀 limited | 2009年4月22日  | LHCM-1058 | 電視動畫《初戀限定。》片尾曲      |
| 6th | violet       | 2009年7月23日  | LHCM-1064 | 電視動畫《海物語》片頭曲          |
| 7th |              | 2010年2月10日  | LASM-4045 | 電視動畫《向陽素描×☆☆☆》片尾曲    |
| 8th |              | 2010年4月28日  | LACM-4717 | PSP遊戲《Marriage Royale》片尾曲  |
| 9th |              | 2011年11月9日  | LACM-4872 | 電視動畫《純白交響曲》片尾曲      |

## 歌曲提供
- 中原麻衣
  - Twinkle
- 廣末涼子
  - 果實

## 外部連結
- （日語）marble官方網站
- （日語）marblepedia

1. ↑  . X （简体中文）.